# MGM–140 ATACMS
Az MGM–140 Army Tactical Missile System (röviden ATACMS) kis hatótávolságú, inerciális irányítórendszerrel ellátott harcászati ballisztikus rakéta. Az 1980-as évek végén a Ling-Temco-Vought (LTV) vállalat fejlesztette ki, amely később felvásárlások révén a Lockheed Martinhoz került. A szilárd hajtóanyagú rakétahajtóművel ellátott fegyver egyes változatainak hatótávolsága eléri a 300 km-t. A rakétát a lánctalpas M270 MLRS, valamint a gumikerekes M142 HIMARS rendszerből lehet indítani. Egy indítójármű egy rakétát tartalmazó hordozó-indító konténerrel rendelkezik. 2016-ban kezdődött el az ATACMS leváltására szánt Precision Strike Missile (PrSM) rakétarendszer fejlesztése, amelynek rendszeresítése 2023-ban indult.
1991-ben rendszeresítették az Egyesült Államok Fegyveres Erőinél. A rendszer első harci alkalmazására az 1991-es Öbölháborúban került sor. 2023 őszétől az Ukrán Fegyveres Erők is alkalmazza, 2024 márciusában pedig a nagyobb hatótávolságú változat is megjelent Ukrajnában. 2023 végétől az ukrán erők elsősorban repülőterek és orosz légvédelmi rendszerek ellen vetették be a rakétát. 2024. november 17-én az Egyesült Államok kormányzata engedélyezte, hogy az Ukrán Fegyveres Erők oroszországi célpontok ellen is bevesse a fegyvert. Erre első alkalommal 2024. november 18-n került sor, amikor az ukrán erők a Brjanszki területen, Karacsev város mellett található lőszerraktárra mértek csapást több rakétával.

## Története
Fejlesztése 1980-ban kezdődött a Corps Support Weapon System (CSWS) program keretében. Az új rakétával az Amerikai Egyesült Államok Hadserege az 1972-ben rendszeresített MGM–52 Lance harcászati ballisztikus rakétát akarta felváltani. A védelmi minisztérium 1981-ben összevonta a CSWS programot a DARPA hasonló célú Assault Breaker programjával, majd 1982-1983-ban pedig az Egyesült Államok Légierejének (USAF) Conventional Standoff Weapon (CSW) nevű programjával. Az új egyesített projekt keretében fejlesztett földi és légi indítású rakétarendszer a Joint Tactical Missile System (JTACMS) nevet kapta. Ebben a hadsereg volt a program felelőse, a légierő pedig együttműködő partnerként szerepelt. A kormányzat 1983. július 1-jén kötött szerződést a Boeing Aerospace Company, a Martin Marietta Aerospace és a Vought cégekkel a koncepció és a követelményrendszer kidolgozására. Ennek a költségét fele-fele arányban a hadsereg és a légierő állta. A légierő végül nem támogatta a légi indítású ballisztikus rakéta tervét, ezért 1984-ben kiszállt a fejlesztési projektből. Ekkor a már csak szárazföldi indításúnak szánt rakétarendszert átnevezték az Army Tactical Missile System (ATACMS) névre.